# ويليام روبنسون (قسيس)
ويليام روبنسون هو قسيس كندي، ولد في 8 سبتمبر 1916، وتوفي في 2002.